# Крачевиці-Приватні
Крачевиці-Приватні (пол. Kraczewice Prywatne) — село в Польщі, у гміні Понятова Опольського повіту Люблінського воєводства.
Населення — 732 особи (2011).

## Демографія
Демографічна структура станом на 31 березня 2011 року:
|          | Загалом | Допрацездатний вік | Працездатний вік | Постпрацездатний вік |
| -------- | ------- | ------------------ | ---------------- | -------------------- |
| Чоловіки | 375     | 63                 | 258              | 54                   |
| Жінки    | 357     | 71                 | 198              | 88                   |
| Разом    | 732     | 134                | 456              | 142                  |